# 員林國宅

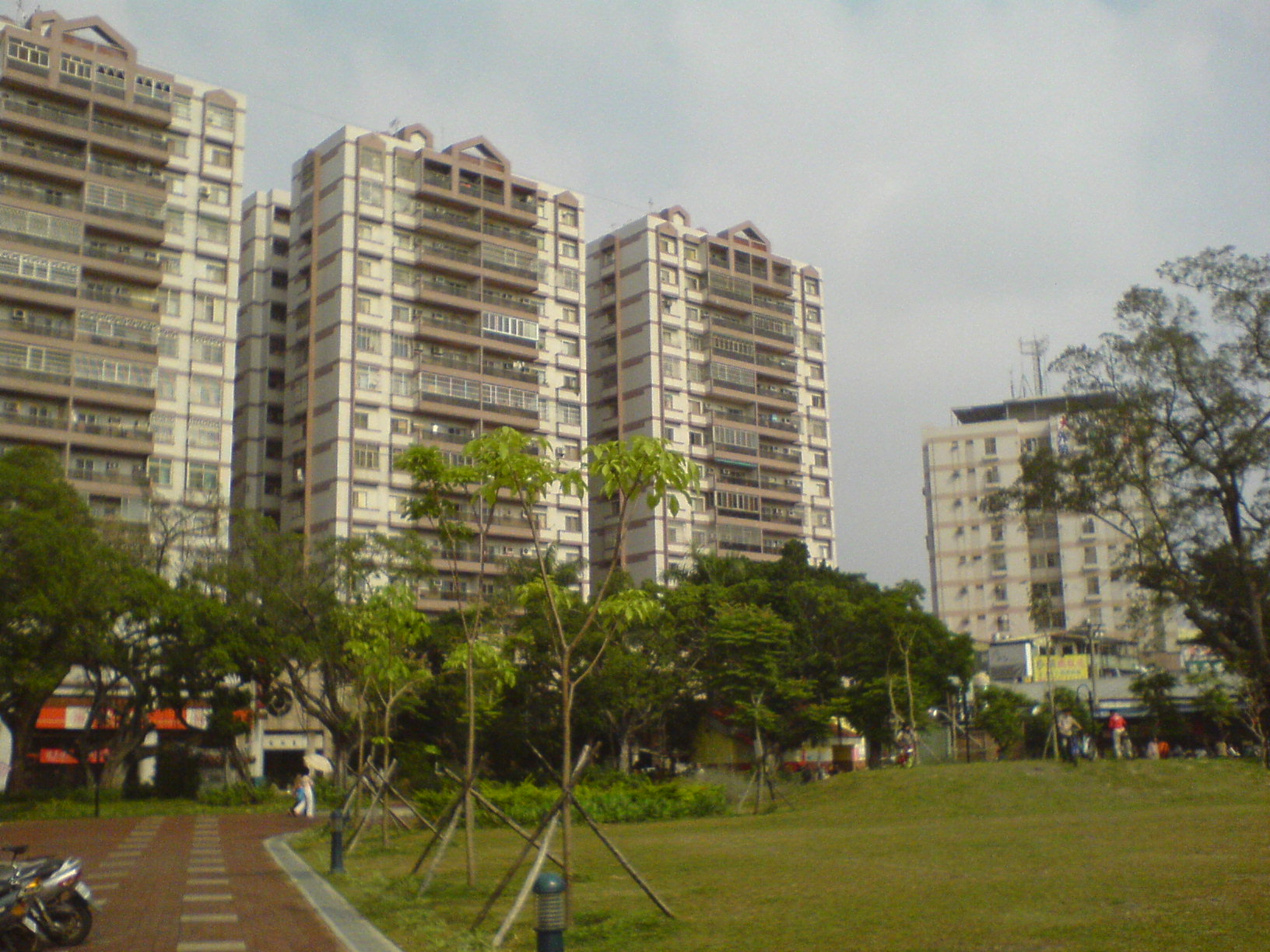
左側三棟高樓屬員林國宅

員林國宅為彰化縣員林市市區的一處國宅社區，全彰化縣最大的集合式住商大樓，於1995年5月5日完工，近鄰員林市公所、員林公園。

## 基本資料
地上16層地下2層的高樓華廈，有18棟，總戶數936戶。